# Barrage de Gries
Le barrage de Gries est un barrage hydroélectrique situé en Suisse dans le canton du Valais.

## Situation
Le barrage de Gries est situé dans la partie la plus orientale du canton du Valais, à proximité du canton du Tessin et de l'Italie. Il se trouve en  contrebas du col de Gries, non loin de la frontière italienne passant par ce col. Le barrage est accessible depuis la route du col du Nufenen. Lorsque le barrage est à sa pleine capacité, les eaux de son lac sont les plus hautes de Suisse, alt. 2386m.

## Construction
Les travaux de construction du barrage ont détruit une partie du chemin permettant d'accéder au col de Gries.

## Sources
- Fiche du barrage sur le site swissdams.ch.